# Robert LuPone
Robert Francis LuPone, noto anche con lo pseudonimo di Bob LuPone (Brooklyn, 29 luglio 1946 – 27 agosto 2022), è stato un attore statunitense.

## Biografia
Figlio di Angela Louise e Orlando Joseph LuPone, fratello della star di Broadway Patti LuPone e pronipote del soprano Adelina Patti, Robert LuPone ha studiato danza alla Juilliard School con Antony Tudor, José Limón e Martha Graham.
Ha recitato in numerosi musical e opere di prosa a Broadway e nel resto degli Stati Uniti, tra cui: Guys and Dolls (Music Fair Circuit Production, 1965), Kiss Me, Kate (Music Fair Circuit Production, 1965), The Pajama Game (Music Fair Circuit Production, 1966), Gentlemen Prefer Blondes (Music Fair Circuit Production, 1966), West Side Story (New York, 1968), Sweet Potato (Broadway, 1968), Minnie's Boys (Broadway, 1970), A Chorus Line (Off Broadway, Broadway, 1975; tour statunitense, 1976; candidato al Tony Award al miglior attore non protagonista in un musical), Santa Giovanna (Broadway, 1977), Late Nite Comic (Broadway, 1987), Uno sguardo dal ponte (Broadway, 1997) e True West (Broadway, 2000).

## Filmografia parziale
- Jesus Christ Superstar, regia di Norman Jewison (1973)
- Sex and the City - serie TV, episodio 3x08 (2000)

## Doppiatori italiani
Nelle versioni in italiano delle opere in cui ha recitato, Robert LuPone è stato doppiato da:
- Gianni Giuliano in The Doors
- Massimo Milazzo ne I Soprano
- Mario Scarabelli in Sentieri
- Marco Balbi in Ally McBeal
- Danilo Bruni in Law & Order: Criminal Intent (ep. 2x17)
- Giorgio Locuratolo ne La valle dei pini
- Gabriele Martini in Funny Game
- Nino Prester in The Affair - Una relazione pericolosa
- Giovanni Petrucci in Billions